# Адальберт I (маркграф Тосканський)
Адальберт I (*бл.820—†886), маркграф Тосканський (847—886), маркіз (в низці джерел — герцог) Корсики, син маркграфа Боніфація II.
Підтримав короля Баварії Карломана в його боротьбі з королем Франції Карлом Лисим за престол короля Італії. Пізніше він навіть виступив проти папи Римського, захопивши Вічне місто та примусивши його мешканців присягнути на вірність Карломану. Адальберт не реагував на відлучення його папою Іваном VIII від церкви.